# Betty Pedrazzi
Elisabetta Pedrazzi, detta Betty (Carpi, 9 giugno 1955), è un'attrice italiana.

## Biografia
Nata a Carpi, parente del grande compositore Carlo Rustichelli e dell’attrice e cantante Alida Chelli (rispettivamente zio e cugina di sua madre), ha cominciato a frequentare i palcoscenici da bambina come figurante o corista, grazie a una zia cantante lirica che risiedeva a Roma, città dove anche lei avrebbe voluto trasferirsi adolescente per intraprendere una carriera artistica.
Ma per rispettare la volontà della madre si diplomò maestra in una scuola cattolica a Modena, prima di andare nella Capitale e iscriversi all’Accademia nazionale d'arte drammatica Silvio D’Amico: qui conobbe il regista Luca Ronconi, con il quale cominciò l’attività professionistica rinunciando a completare il corso, così come aveva fatto con il conservatorio, lasciato dopo cinque anni di pianoforte.
Contemporaneamente alle prime scritturazioni in teatro, iniziò a lavorare nel cinema e per la tv: sul grande schermo appare nel film  Salvo D’Acquisto diretto da Romolo Guerrieri, mentre l’esordio televisivo avviene nella serie Il garofano rosso, con la regia di Piero Schivazappa.
Dopo l’esperienza con Ronconi, ha calcato le scene con registi quali Giancarlo Cobelli e Carlo Cecchi, e attori-registi come Valerio Binasco, Vincenzo Salemme e soprattutto Toni Servillo, con cui ha condiviso 18 anni di produzioni teatrali e allestimenti memorabili come Le false confidenze di Marivaux, Le voci di dentro e Sabato, domenica e lunedì di De Filippo, la Trilogia della villeggiatura di Goldoni.
Ha interpretato lavori di ogni epoca, classici dell'antichità, capolavori della tradizione e autori contemporanei, da Aristofane ed Euripide a  Pinter e  Harwood passando per Moliere e  Cechov, spesso con ruoli da coprotagonista o protagonista, a fianco dei maggiori attori italiani: Anna Bonaiuto, Renato Carpentieri, Gabriele Ferzetti, Remo Girone, Carla Gravina, Leo Gullotta, Eros Pagni, Lina Sastri, Massimo Venturiello e molti altri.
Per una decina d'anni ha avuto anche un'esperienza imprenditoriale: con l'allora marito Agostino Marfella, attore e regista, nel 1984 fondò la compagnia Il Quadro che fino al 1993 gestì un teatro privato a Carpi (l'Eden, di proprietà della curia), proponendo stagioni dove spiccavano comici quali Antonio Albanese, Enzo Iachetti, Paolo Rossi e testi moderni.
In televisione ha partecipato ad alcune serie di successo, come Quo vadis, baby?, Vostro onore, Imma Tataranni, mentre al cinema ha avuto un momento di particolare notorietà nel 2022 per il ruolo in È stata la mano di Dio di Paolo Sorrentino, dove interpreta la baronessa Focale, l'attempata coinquilina che inizia al sesso il giovanissimo protagonista.

## Riconoscimenti
Nel 1999 al Festival di Borgio Verezzi ha vinto il premio come migliore attrice non protagonista per il ruolo di Emilia nell’Otello di William Shakespeare firmato da Paolo Gazzara.

## Teatro
Elenco parziale
- Una partita a scacchi, di Thomas Middleton, regia di Luca Ronconi, Mauro Avogadro, Giorgio Barberio Corsetti, Antonello Fassari, Remo Girone, 1974
- Utopia da Aristofane, regia di Luca Ronconi, con Massimo De Rossi, Antonello Fassari, Nestor Garay, Cesare Gelli, Claudia Giannotti, Anita Laurenzi, Carlo Monni, 1975
- Le serve, di Jean Genet, regia di Marco Gagliardo, con Lydia Biondi, Enrico Tricarico, 1978
- La locandiera, di Carlo Goldoni, regia di Giancarlo Cobelli, con Carla Gravina, Gabriele Ferzetti,   1979
- Ivanov di Anton Cechov, regia di Carlo Cecchi, con Carlo Cecchi, Gianfranco Barra, Anna Bonaiuto, Remo Girone, Gianfelice Imparato, Giacomo Piperno, 1982
- L’amante e Paesaggio, due atti unici di Arold Pinter, regia di Agostino Marfella, con Gianni Giuliano, 1987
- Blue Comedy, di Paul Ableman, con Evelina Nazzari, regia di Agostino Marfella,  1991
- Gli Ospiti, monologo di Ronald Harwood, regia di Agostino Marfella, 1992
- La gente vuole ridere!,  testo e regia di Vincenzo Salemme, con Vincenzo Salemme, Carlo Buccirosso, Nando Paone, Maurizio Casagrande, Francesco Paolantoni, 1993
- Romeo e Giulietta di William Shakespeare, regia di Franco Ricordi, con Riccardo Polizzy Carbonelli, Graziano Giusti, Franco Ricordi, 1995
- L’Amico del cuore,  testo e regia di Vincenzo Salemme, con Vincenzo Salemme, Carlo Buccirosso, Nando Paone, Maurizio Casagrande, Nicola Di Pinto, 1996
- Premiata pasticceria Bellavista,  testo e regia di Vincenzo Salemme, con Vincenzo Salemme, Carlo Buccirosso, Nando Paone, Maurizio Casagrande, 1997
- Hedda Gabler di Henrik Ibsen, regia di Carlo Cecchi, con Anna Bonaiuto, Dario Cantarelli, Tommaso Ragno, 1999
- Otello di William Shakespeare, regia di Paolo Gazzara, con Massimo Venturiello, Eros Pagni, Franco Interlenghi, 1999
- Il gabbiano di Anton Cechov, regia di Valerio Binasco, con Valerio Binasco, Anna Bonaiuto, Sara Bertelà, 2001
- Sabato, domenica e lunedì, di Eduardo De Filippo, regia di Toni Servillo, con Anna Bonaiuto, Toni Servillo, Roberto De Francesco, Gigio Morra, Antonio Marfella, 2002
- Medea, di Euripide, regia di Piero Maccarinelli, con Lina Sastri, Maurizio Donadoni, Luciano Virgilio, Fernando Pannullo, 2006
- Le false confidenze, di Pierre de Marivaux, regia di Toni Servillo, con Anna Bonaiuto, Andrea Renzi, Toni Servillo, Gigio Morra, 2006
- Trilogia della villeggiatura” di Carlo Goldoni, regia di Toni Servillo, con Toni Servillo, Andrea Renzi, Tommaso Ragno, Paolo Graziosi, Anna Della Rosa, Gigio Morra, 2007
- Spirito allegro, di Noël Coward, regia di Fabio Grossi, con Leo Gullotta, 2007
- Le voci di dentro di Eduardo De Filippo, regia di Toni Servillo, con: Peppe Servillo, Toni Servillo, Gigio Morra, 2013
- Il dolore di prima, di Jo Lattari, regia di Mario Scandale, con Arturo Cirillo, 2020
- Piazza degli Eroi, di Thomas Bernhard, regia di Roberto Andò, con Renato Carpentieri, 2021
- La visita, di Agostino Marfella, da Autori Vari, con Pietro Bontempo, Mascia Musy, 2023

## Filmografia

### Cinema
- Salvo D'Acquisto, regia di Romolo Guerrieri (1975)
- Interno di un convento, regia di Walerian Borowczyk (1978)
- Volesse il cielo!, regia di Vincenzo Salemme (2002)
- Te lo leggo negli occhi, regia di Valia Santella (2004)
- Beate, regia di Samad Zarmandili (2018)
- Sogni… in una notte d’estate, regia di Roberto Posse (2019) - cortometraggio
- Dafne, regia di Federico Bondi (2019)
- 18 regali, regia di Francesco Amato (2020)
- Figli, regia di Giuseppe Bonito (2020)
- È stata la mano di Dio, regia di Paolo Sorrentino (2021)
- Benvenuti in casa Esposito, regia di Gianluca Ansanelli (2021)
- Simple Women, regia di Chiara Malta (2021)
- Il fronte interno, regia di Guido Acampa (2021)
- Pantafa, regia di Emauele Scaringi (2022)
- Il più bel secolo della mia vita, regia di Alessandro Bardani (2023)
- Iddu - L'ultimo padrino,  regia di Fabio Grassadonia e Antonio Piazza (2024)
- Immaculate - La prescelta,  regia di Michael Mohan (2024)

### Televisione
- Il garofano rosso, regia di Piero Schivazappa – miniserie TV (1976)
- Dopo un lungo silenzio, regia di Piero Schivazappa – miniserie TV (1978)
- Sabato, domenica e lunedì – film TV (2004)
- Il commissario De Luca – serie TV (2008)
- Quo vadis, baby? – miniserie TV (2008)
- Baciamo le mani: Palermo New York 1958 – serie TV (2013)
- Le voci di dentro – trasposizione tv dell’allestimento di Toni Servillo, con la regia televisiva di Paolo Sorrentino (2014)
- Non uccidere – serie TV (2015)
- Trilogia della villeggiatura – trasposizione tv dell’allestimento di Toni Servillo, con la regia televisiva di Paolo Sorrentino (2017)
- Vostro onore – serie TV (2022)
- Imma Tataranni - Sostituto procuratore – serie TV, episodio 3x01 (2023)
- Il metodo Fenoglio - L'estate fredda – serie TV, 3 episodi (2023)